# Andrés Jouannet
Andrés Alfonso Jouannet Valderrama (Temuco, Región de la Araucanía; 29 de julio de 1967) es un académico, escritor, profesor secundario y político chileno. Es exmiembro del Partido Demócrata Cristiano (PDC), partido en el cual militó por más de 30 años. En 2021 fue electo diputado de la República para el período 2022-2026, participando en las elecciones como independiente en un cupo del Partido Radical (PR). En 2022 se hizo miembro del partido Amarillos por Chile, asumiendo como Presidente del partido en 2023.
Entre 2015 y 2016, durante el segundo gobierno de Michelle Bachelet, ejerció como intendente de la Región de la Araucanía.

## Biografía
Nacido el 29 de julio de 1967 en Temuco. Tiene quince hermanos, entre ellos David, director de la CONAF de la Araucanía desde 2015.
Se recibió como Profesor de Estado en Historia y Geografía en la Universidad de La Frontera de Temuco. Gracias a una beca otorgada por la Fundación Konrad Adenauer, obtuvo un Doctorado en Filosofía con mención en Ciencia Política de la Universidad de Heidelberg en Alemania, y en esta misma Universidad recibió los grados de Magíster en Historia y Magíster en Ciencia Política. También obtuvo un Magíster en Ciencia Política de la Universidad de Chile.
Ha sido investigador del Max-Planck-Institut für Ausländisches Öffentliches Recht und Völkerrecht, donde fundó y dirigió el Coloquio de Estudios Iberoamericano, investigador invitado del Ibero-Amerikanisches-Institut Preußischer Kulturbesitz de Berlín.
Ha sido profesor del Magíster en Gobierno y Sociedad de la Universidad Jesuita Alberto Hurtado y profesor de la Universidad de Ciencias de la Comunicación. Fue profesor en la Universidad Católica de Temuco, como gerente de UCT SA., siendo demandado por dicha entidad para rendir cuentas sobre su gestión en la entidad, siendo dicha causa archivada.

## Carrera política
Ingreso a la Juventud Demócrata Cristiana de Chile a los 17 años, y fue presidente de los estudiantes de la Universidad de la Frontera de Temuco. Es consejero nacional del partido y cercano a figuras como Gutenberg Martínez y Soledad Alvear.
Fue durante cinco años secretario político del expresidente Patricio Aylwin.
Durante el Primer gobierno de Bachelet en 2008 fue nombrado como Gobernador de la provincia de Cautín, cargo al que renunció el mismo año para poder postular al Congreso en las siguientes elecciones por el Distrito 52. Obtuvo 8988 votos, quedando en cuarto lugar y no resultando electo.
En 2014 ingresó al Segundo gobierno de Bachelet como asesor del Ministerio del Interior en materias indígenas. Fue designado el 25 de agosto de 2015 como Intendente de la Región de la Araucanía, en reemplazo de Francisco Huenchumilla, y en medio de una movilización del gremio de camioneros que reclaman contra la violencia en la Región. Dejó el cargo en noviembre de 2016 para poder competir en las elecciones parlamentarias de 2017, en las que nuevamente perdió.
En 2021, durante las elecciones parlamentarias fue nuevamente candidato a diputado, esta vez como independiente apoyado por el Partido Radical, resultando electo con el 3,35% de los votos.
En septiembre de 2022 fue presentado el manifiesto fundacional del Movimiento Amarillos por Chile como partido político, Andrés Jouannet fue uno de los primeros 100 militantes que se dieron a conocer, transformándose así en el primer diputado de la naciente colectividad.

## Historial electoral

### Elecciones parlamentarias de 2009
- Elecciones parlamentarias de 2009, a diputado por el Distrito 52 (Cunco, Curarrehue, Gorbea, Loncoche, Pucón, Toltén y Villarrica)[14]

| Candidato                    | Pacto                                            | Partido | Votos  | %     | Resultado |
| ---------------------------- | ------------------------------------------------ | ------- | ------ | ----- | --------- |
| Fernando Meza Moncada        | Concertación y Juntos Podemos por más Democracia | PRSD    | 22 116 | 32,72 | Diputado  |
| René Manuel García García    | Coalición por el Cambio                          | RN      | 20 726 | 30,66 | Diputado  |
| Erwin Gudenschwager Jiménez  | Coalición por el Cambio                          | UDI     | 10 686 | 15,81 |           |
| Andrés Jouannet Valderrama   | Concertación y Juntos Podemos por más Democracia | PDC     | 8988   | 13,30 |           |
| Patricia Mena Vera           | Chile Limpio. Vote Feliz                         | PRI     | 2195   | 3,25  |           |
| Sergio Mora Hernández        | Nueva Mayoría para Chile                         | ILC     | 1427   | 2,11  |           |
| Francisco Painevilo Lincoñir | Chile Limpio. Vote Feliz                         | PRI     | 782    | 1,16  |           |
| Eladio Candia Gajardo        | Nueva Mayoría para Chile                         | PH      | 671    | 0,99  |           |

### Elecciones parlamentarias de 2017
- Elecciones parlamentarias de 2017 a Diputados por el distrito 23 (Carahue, Cholchol, Cunco, Curarrehue, Freire, Gorbea, Loncoche, Nueva Imperial, Padre Las Casas, Pitrufquén, Pucón, Saavedra, Temuco, Teodoro Schmidt, Toltén y Villarrica)[15]

| Candidato                  | Pacto                    | Partido | Votos  | %    | Resultados |
| -------------------------- | ------------------------ | ------- | ------ | ---- | ---------- |
| René Saffirio Espinoza     | Independiente            | IND     | 38 469 | 17.1 | Diputado   |
| Andrés Molina Magofke      | Chile Vamos              | EVO     | 23 903 | 10.7 | Diputado   |
| René Manuel García García  | Chile Vamos              | RN      | 23 079 | 10.3 | Diputado   |
| Ricardo Celis Araya        | La Fuerza de la Mayoría  | PPD     | 16 325 | 7.3  | Diputado   |
| José Montalva Feuerhake    | La Fuerza de la Mayoría  | PPD     | 13 737 | 6.1  |            |
| Miguel Mellado Suazo       | Chile Vamos              | RN      | 13 701 | 6.1  | Diputado   |
| Fernando Meza Moncada      | La Fuerza de la Mayoría  | PRSD    | 13 632 | 6.1  | Diputado   |
| Henry Leal Bizama          | Chile Vamos              | UDI     | 11 610 | 5.3  |            |
| Andrés Jouannet Valderrama | Convergencia Democrática | PDC     | 8152   | 3.6  |            |
| Sebastián Álvarez Ramírez  | Chile Vamos              | EVO     | 5313   | 2.4  | Diputado   |
| Felipe Valdebenito Leiva   | Frente Amplio            | PH      | 5313   | 2.4  |            |
| Mario González Rebolledo   | La Fuerza de la Mayoría  | PRSD    | 4641   | 2.1  |            |

### Elecciones parlamentarias de 2021
- Elecciones parlamentarias de 2021 a Diputado por el distrito 23 (Carahue, Cholchol, Cunco, Curarrehue, Freire, Gorbea, Loncoche, Nueva Imperial, Padre Las Casas, Pitrufquén, Pucón, Saavedra, Temuco, Teodoro Schmidt, Toltén y Villarrica).[16]

| Candidato                  | Pacto                   | Partido  | Votos  | %    | Resultado |
| -------------------------- | ----------------------- | -------- | ------ | ---- | --------- |
| Henry Leal Bizama          | Chile Podemos Más       | UDI      | 17 981 | 7.47 | Diputado  |
| Miguel Becker Alvear       | Chile Podemos Más       | RN       | 16 332 | 6.78 | Diputado  |
| Mauricio Ojeda Rebolledo   | Frente Social Cristiano | IND-PRCh | 14 882 | 6.18 | Diputado  |
| Miguel Mellado Suazo       | Chile Podemos Más       | RN       | 14 162 | 5.88 | Diputado  |
| Stephan Schubert Rubio     | Frente Social Cristiano | IND-PRCh | 12 772 | 5.30 | Diputado  |
| Andrés Molina Magofke      | Chile Podemos Más       | EVO      | 11 441 | 4.75 |           |
| Pablo Astete Mermoud       | Chile Podemos Más       | RN       | 10 785 | 4.48 |           |
| Ericka Ñanco Vásquez       | Apruebo Dignidad        | RD       | 9700   | 4.03 | Diputada  |
| Andrés Jouannet Valderrama | Nuevo Pacto Social      | IND-PR   | 8062   | 3.35 | Diputado  |
| César Vargas Zurita        | Frente Social Cristiano | PRCh     | 7534   | 3.13 |           |
| Hilario Huirilef Barra     | Nuevo Pacto Social      | PPD      | 6631   | 2.75 |           |
| Aucán Huilcamán Paillama   | Dignidad Ahora          | IND-PI   | 6126   | 2.54 |           |
| Verónica López-Videla Pino | Apruebo Dignidad        | IND-RD   | 5574   | 2.31 |           |
| Sebastián Álvarez Ramírez  | Chile Podemos Más       | EVO      | 5129   | 2.13 |           |
| Pablo Díaz Salazar         | Partido de la Gente     | PDG      | 4988   | 2.07 |           |